# Okrężnica esowata

Okrężnica esowata zaznaczona numerem 4.

Okrężnica esowata, esica (łac. colon sigmoideum) – w anatomii człowieka część okrężnicy rozpoczynająca się jako przedłużenie okrężnicy zstępującej. Nazwa pochodzi od jej kształtu, przypominającego literę „S”. Jest skierowana początkowo łukiem wypukłym ku stronie prawej, a następnie zakręca w dół przechodząc w odbytnicę. Jej długość jest bardzo zmiennia osobniczo, może wynosić od 15 do 90 cm, przeciętnie około 40 cm. Zawieszona jest na krezce otrzewnej.